# Preajiv (Sinhurî), Jîtomîr
Preajiv (în ucraineană Пряжів) este un sat în comuna Sinhurî din raionul Jîtomîr, regiunea Jîtomîr, Ucraina.

## Demografie
Componența lingvistică a localității Preajiv
     Ucraineană (94,53%)
     Rusă (5,28%)
     Alte limbi (0,09%)
Conform recensământului din 2001, majoritatea populației localității Preajiv era vorbitoare de ucraineană (94,53%), existând în minoritate și vorbitori de rusă (5,28%).